# Mahmudia
Mahmudia è un comune della Romania di 2 814 abitanti, ubicato nel distretto di Tulcea, nella regione storica della Dobrugia. 
Nel 2003 si sono staccati da Mahmudia i villaggi di Băltenii de Jos, Băltenii de Sus e Beştepe, andati a formare il comune di Beștepe.